# Ray Lougheed
Raymond „Ray” Lougheed (ur. 2 września 1934 w Fort William, zm. 30 marca 2024) – kanadyjski zapaśnik walczący w stylu wolnym. Olimpijczyk z Rzymu 1960, gdzie zajął ósme miejsce wadze lekkiej.
Wicemistrz igrzysk Imperium Brytyjskiego i Wspólnoty Brytyjskiej w 1966, a także igrzysk panamerykańskich w 1967 roku.

## Letnie Igrzyska Olimpijskie 1960
| Konkurencja      | Rundy eliminacyjne   | Rundy eliminacyjne       | Rundy eliminacyjne | Rundy eliminacyjne  | Klas. końcowa |
| Konkurencja      | Przeciwnik I         | Przeciwnik II            | Przeciwnik III     | Przeciwnik IV       | Miejsce       |
| ---------------- | -------------------- | ------------------------ | ------------------ | ------------------- | ------------- |
| 67 kg styl wolny | Roger Bielle (FRA) Z | Kenny Stephenson (GBR) Z | Tony Ries (ZPA) P  | Bong Ug-won (KOR) P | 8.            |